# Monica Aspelund

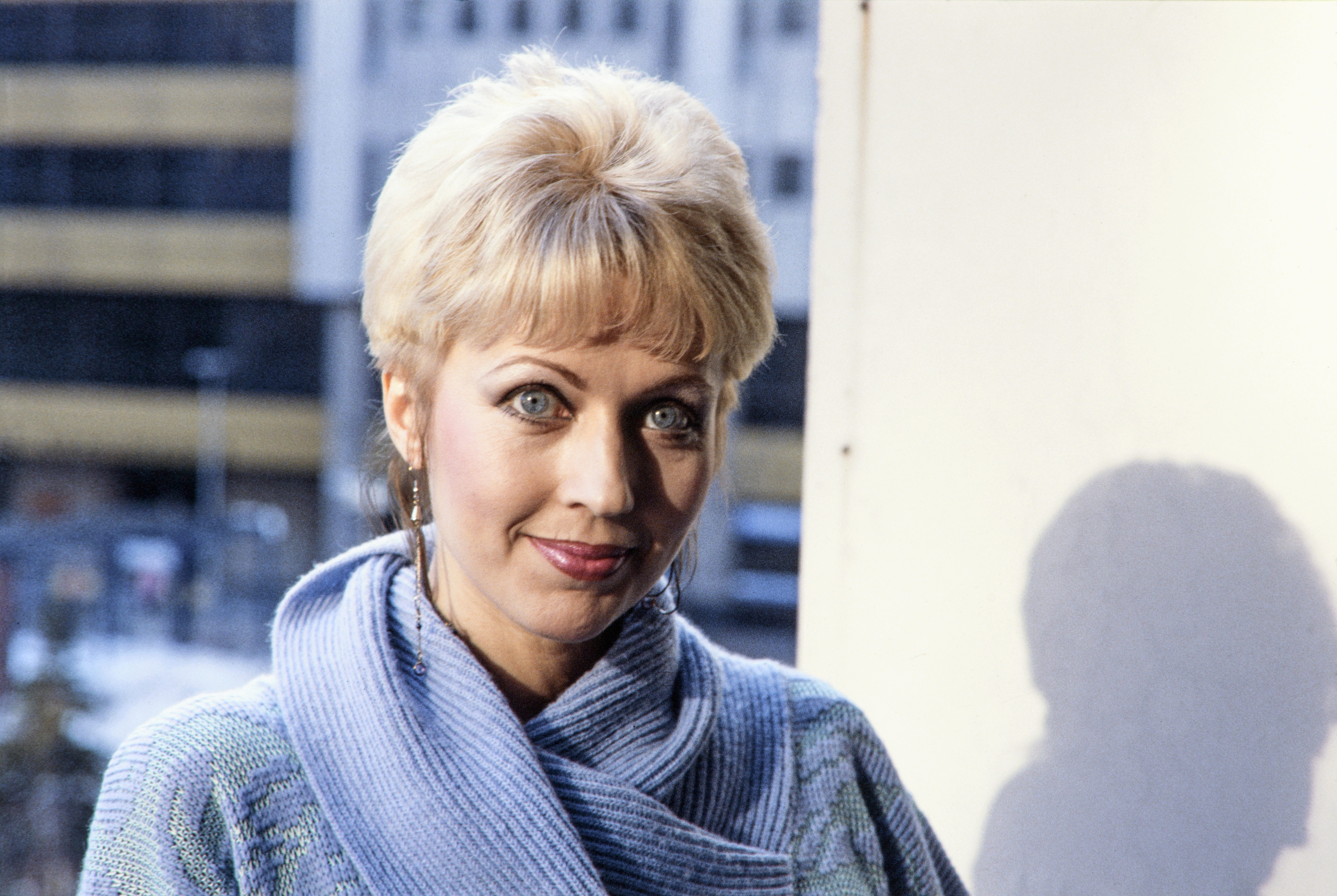
Monica Aspelund (1987)

Monica Aspelund (* 16. Juli 1946 in Vaasa) ist eine finnlandschwedische Sängerin.

## Leben und Wirken
Aspelund vertrat ihr Land beim Eurovision Song Contest 1977 in London mit dem Beitrag Lapponia (Musik von Aarno Raninen und Text von Monica Aspelund) und wurde Zehnte mit 50 Punkten. Ihre jüngere Schwester, Ami Aspelund, vertrat Finnland ebenfalls beim Eurovision, 1983, mit dem Lied Fantasiaa.
Aspelund lebt in Lake Worth, Florida.

## Diskografie

### Alben
- Valkoiset laivat – Sininen meri (Silja Line 1974, Kai Lind)
- Credo – minä uskon (RCA 1975, Ami Aspelund)
- Monica ja Aarno Ranisen orkesteri (RCA, 1975)
- Lapponia (RCA, 1977)
- En karneval (RCA, 1978)
- Laulut ne elämää on (RCA, 1979)
- Valentino’s Day (Swe Disc, 1979)

### Singles
- Katso kenguru loikkaa / Kaupungilla juorutaan (1960)
- En tiedä / Nostakaa ankkurit (1960)
- Se on hän / Jodel boogie (1961)
- Tahdon kaikki kirjeet takaisin / Kanssas onneen taas mä astelen (1961)
- Hallo hallo hallo / Tina ja Marina (1962)
- Lady sunshine and mr. moon / Tyttö ja raudikko (1962)
- Rinnakkain / Lauantaina kalastamaan (1963)
- Aaveet suolla / En pikkusisko olekaan (1963)
- Esko kaapissa / Kolmas pyörä (1964)
- Sua ilman ei lauluni soi / Porojen jenkka (1964)
- En enää usko rakkauteen / Taikakeinu (1965)
- En ilman häntä olla voi / Espanjalainen kirppu (1966)
- Kortin saat sä jostakin / Vain rakkaus sen aikaan saa (1973)
- Hasta manana / Honey honey (1974)
- Joiku / Maailmantäysi aikaa (1976)
- Lapponia / La la laula laulu (1977)
- Lapponia / La la sjung en sång (1977)
- Lapponia / La la sing a song (1977)
- Laponie / Chante avec moi (1977)
- Lapponia / So bist du (1977)
- That is the name of the game / Valentino’s day (1978)
- Beating booming / Valentino’s day (1978)
- Golden Christmas / Tule joulu kultainen (1979)
- Par avion / Sulan syliisi (1980)